# Одного разу на Дикому Заході
«Одного разу на Дикому Заході» (спочатку знятий у 1968 році в Італії під назвою «C'era una volta il West», а потім у травні 1969 в США як «Once upon a time in the West») — класичний спагеті-вестерн режисера Серджо Леоне. У списку 250 найкращих фільмів за версією IMDb з вестернів поступається тільки попередньому фільму Леоне, «Хороший, поганий, злий» (1966). На 1 березня 2024 року фільм займав 52-гу позицію у списку 250 найкращих фільмів за версією IMDb.
Український переклад зробила студія Цікава ідея на замовлення Гуртом..

## Сюжет
Будівництво залізниці на Дикому Заході несе не тільки прогрес, але і владу великих грошей. Залізничний магнат, який страждає на туберкульоз кісток, заради досягнення мети не зупиняється ні перед чим, навіть перед вбивством молодої вдови. Адже йому потрібно через її ферму прокласти колію. Але на Дикому Заході не все продається і не все купується. На захист вдови стають справжні герої, для яких є тільки два слова — честь і револьвер. Але не це головне, а те, що через увесь фільм тягнеться мотив переслідування месником найжорстокішого вбивці, на рахунку якого десятки невинних і беззахисних жертв Дикого Заходу. Розв'язка передбачувана: справедливість взяла го́ру.

## Трилогія часу
Фільм є першою стрічкою із трьох грандіозних, трагічних, сюжетно не зв'язаних один з одним фільмів Серджо Леоне, що розповідають про значущі періоди американської історії. Італійці називають ці три фільми «Трилогія часу» (Trilogia del tempo):
- «Якось на Дикому Заході» (C'era una volta il West, 1968);
- «За жменю динаміту» (Giù la testa, 1971);
- «Одного разу в Америці» (C'era una volta in America, 1984).

## У ролях
- Клаудія Кардинале — Джил Макбейн
- Генрі Фонда — Френк
- Джейсон Робардс — Шайєнн
- Чарлз Бронсон — людина з гармонікою
- Габріеле Ферцетті — містер Мортон
- Паоло Стоппа — Сем
- Кінан Вінн — шериф